# Lilydale (Tasmanie)
 (juin 2023).
La mise en forme du texte ne suit pas les recommandations de Wikipédia : il faut le « wikifier ».
Les points d'amélioration suivants sont les cas les plus fréquents :
- Les titres sont pré-formatés par le logiciel. Ils ne sont ni en capitales, ni en gras.
- Le texte ne doit pas être écrit en capitales (les noms de famille non plus), ni en gras, ni en italique, ni en « petit »…
- Le gras n'est utilisé que pour surligner le titre de l'article dans l'introduction, une seule fois.
- L'italique est rarement utilisé : mots en langue étrangère, titres d'œuvres, noms de bateaux, etc.
- Les citations ne sont pas en italique mais en corps de texte normal. Elles sont entourées par des guillemets français : « et ».
- Les listes à puces sont à éviter, des paragraphes rédigés étant largement préférés. Les tableaux sont à réserver à la présentation de données structurées (résultats, etc.).
- Les appels de note de bas de page (petits chiffres en exposant, introduits par l'outil «  Source ») sont à placer entre la fin de phrase et le point final[comme ça].
- Les liens internes (vers d'autres articles de Wikipédia) sont à choisir avec parcimonie. Créez des liens vers des articles approfondissant le sujet. Les termes génériques sans rapport avec le sujet sont à éviter, ainsi que les répétitions de liens vers un même terme.
- Les liens externes sont à placer uniquement dans une section « Liens externes », à la fin de l'article. Ces liens sont à choisir avec parcimonie suivant les règles définies. Si un lien sert de source à l'article, son insertion dans le texte est à faire par les notes de bas de page.
- La présentation des références doit suivre les conventions bibliographiques. Il est recommandé d'utiliser les modèles {{Ouvrage}}, {{Chapitre}}, {{Article}}, {{Lien web}} et/ou {{Bibliographie}}. Le mode d'édition visuel peut mettre en forme automatiquement les références.
- Insérer une infobox (cadre d'informations à droite) n'est pas obligatoire pour parachever la mise en page.

Pour une aide détaillée, merci de consulter Aide:Wikification.
Si vous pensez que ces points ont été résolus, vous pouvez retirer ce bandeau et améliorer la mise en forme d'un autre article.

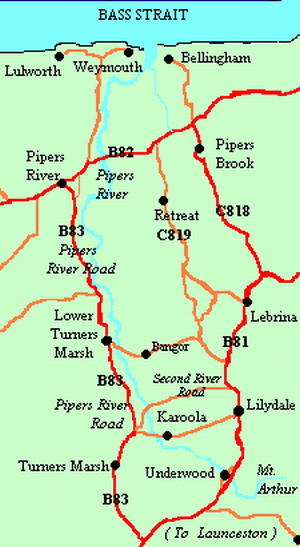
La Piper River passe à Lilydale.

Lilydale, appelé précédemment Upper Piper, est un petit village au nord de la Tasmanie, en Australie. L'agglomération se trouve à 28 km au nord-est de Launceston et fait partie de la municipalité de Launceston . Mount Arthur se trouve à proximité. Au recensement de 2016, Lilydale comptait 596 habitants, contre 288 en 2006.
Les centres d'attraction locaux sont les deux petites cascades appelées Lilydale Falls, Mont Arthur (en anglais, Mount Arthur), et, tout au long de la rue principale, une série de poteaux télégraphiques décorés de peintures.

## Lilydale

### Origine du nom de Lilydale
Le village s'appelait auparavant Upper Piper.
En 1887, le nom est changé en Lilydale parce que le secteur est particulièrement favorable aux fleurs et l'église souvent décorée de lys à l'époque de Noël,.

### Karoola
Karoola est un secteur situé à l'écart de la rue menant à la Pipers River, à environ 6 km de Lilydale. Karoola signifie "eau fraîche" dans le dialecte aborigène local. La localité dispose d'un relais téléphonique, d'un abri de secours en cas d'incendie, d'une église catholique, d'un court de tennis et d'une salle pour la communauté. Le centre de secours en cas d'incendie est situé à 5 km près de la route de Pipers River; à Turners Marsh.

### Underwood
Underwood est une localité traversée par la Piper River, juste en sortant de Lilydale.

### Hollybank Forest
Hollybank Forest est une réserve de 140 hectares située sur la Pipers River, près d'Underwood, à 5 km de Lilydale. Au départ, c'était une source d'approvisionnement en bois d'œuvre pour les scieries de Launceston. Les terrains n'étant guère cultivables, la gestion est assurée par Forestry Tasmania. On y trouve quelques parcours de randonnée et une aire de pique-nique.

### Lower Turners Marsh
Lower Turners Marsh est une localité entre Lilydale et Launceston, située sur la route de la Pipers River. On y trouve principalement des fermes et des résidences rurales. Lower Turners Marsh est parfois confondu avec Karoola.

### Turners Marsh
Turners Marsh se trouve sur Pipers River Road, au sud-ouest de Lilydale et au sud de Lower Turners Marsh. Le secteur est principalement constitué de bush, avec quelques petites fermes. Turners Marsh dispose d'une piste pour les camions.

## Activités sportives
En 2011, Lilydale possède une équipe de football australien, une équipe de jeu de boules et un petit club de boxe. La piscine est ouverte à certains moments de l'année.

## Les chemins de fer du nord-est (North-eastern Railway)
Lilydale, Karoola et Turners Marsh sont toutes situées sur l'embranchement qui va de Launceston à Scottsdale, ouvert le 9 septembre 1889.